# Novazelandiella kellyi
Novazelandiella kellyi är en kvalsterart som beskrevs av Hunt 1996. Novazelandiella kellyi ingår i släktet Novazelandiella och familjen Pheroliodidae. Inga underarter finns listade i Catalogue of Life.